# Onze-Lieve-Vrouw van Altijddurende Bijstandkerk (Nieuw-Wehl)
De Onze-Lieve-Vrouw van Altijddurende Bijstandkerk is een rooms-katholieke kerk in de Nederlandse plaats Nieuw-Wehl. De kerk is in de jaren 1924-1925 als neoromaanse pseudobasiliek gebouwd naar het ontwerp van Th. Geerts. De aanzet voor de kerk begon in 1921 toen een actiecomité werd opgezet voor het bouwen van een eigen kerk in Nieuw-Wehl. Tot de komst van een eigen kerk waren de inwoners gewezen op de Sint-Maartenskerk in Wehl. Financiële hulp vanuit het aartsbisdom krijgt de actiegroep niet: zij zien geen heil in de plannen. Hulp wordt ingeroepen van een vermogende kapelaan hetgeen leidt tot de bouw van de kerk en de voltooiing in 1925.
De bakstenen kerk heeft aan de voorzijde twee kerktorens, beide voorzien van een tentdak. Het hoofdgebouw heeft de vorm van het Latijns kruis, waarbij het middenschip en dwarsschip even hoog zijn. Het priesterkoor is afgerond met een apsis. Aan de straatzijde zijn het middenschip en de torens bekroond met een stenen kruis.
De kerk is een gemeentelijk monument, net zoals de naastgelegen pastorie. De aanwijzing gebeurde in 1988 door de toenmalige gemeente Wehl. 

## Galerij

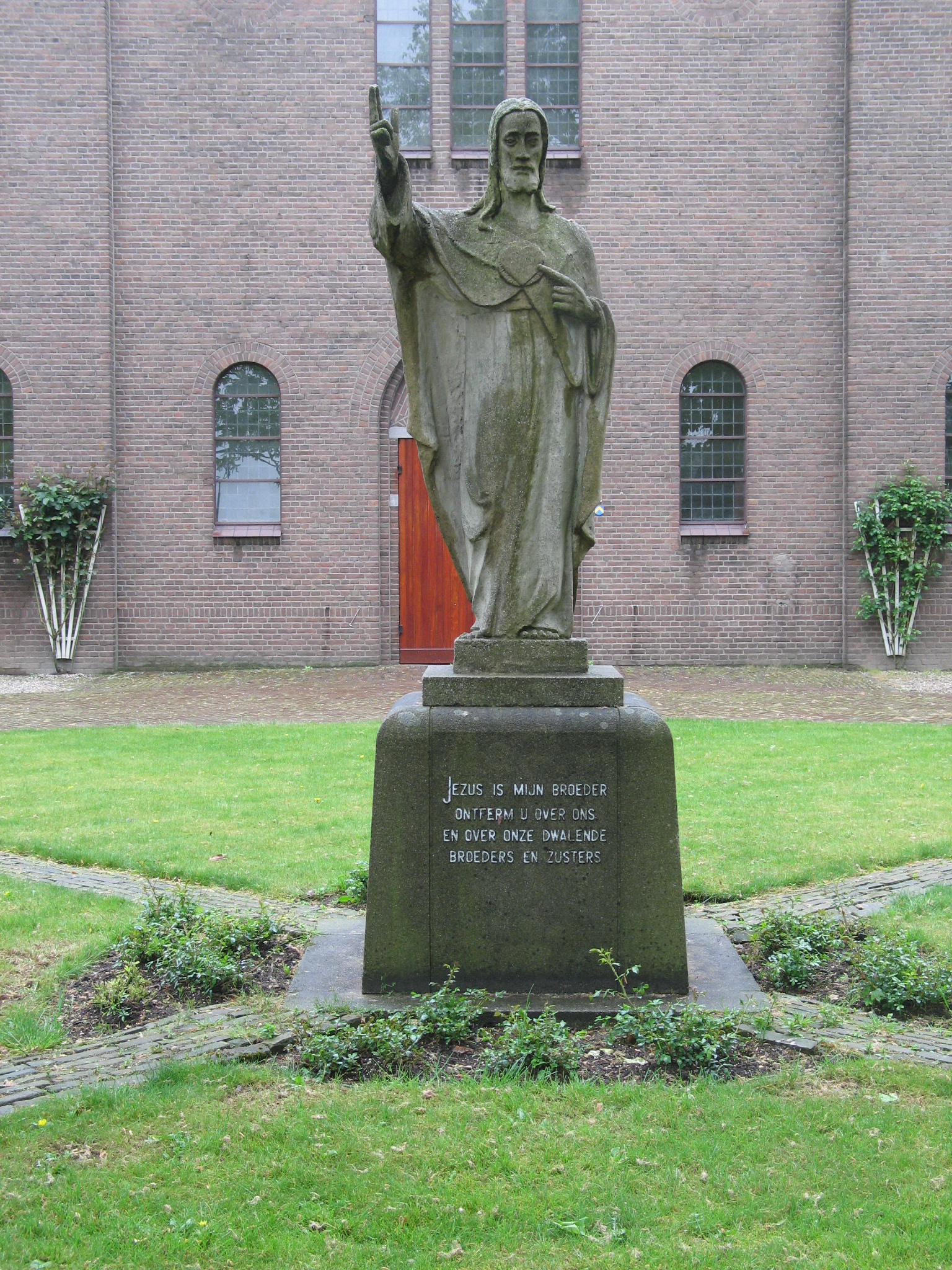
Heilig Hartbeeld voor de kerk
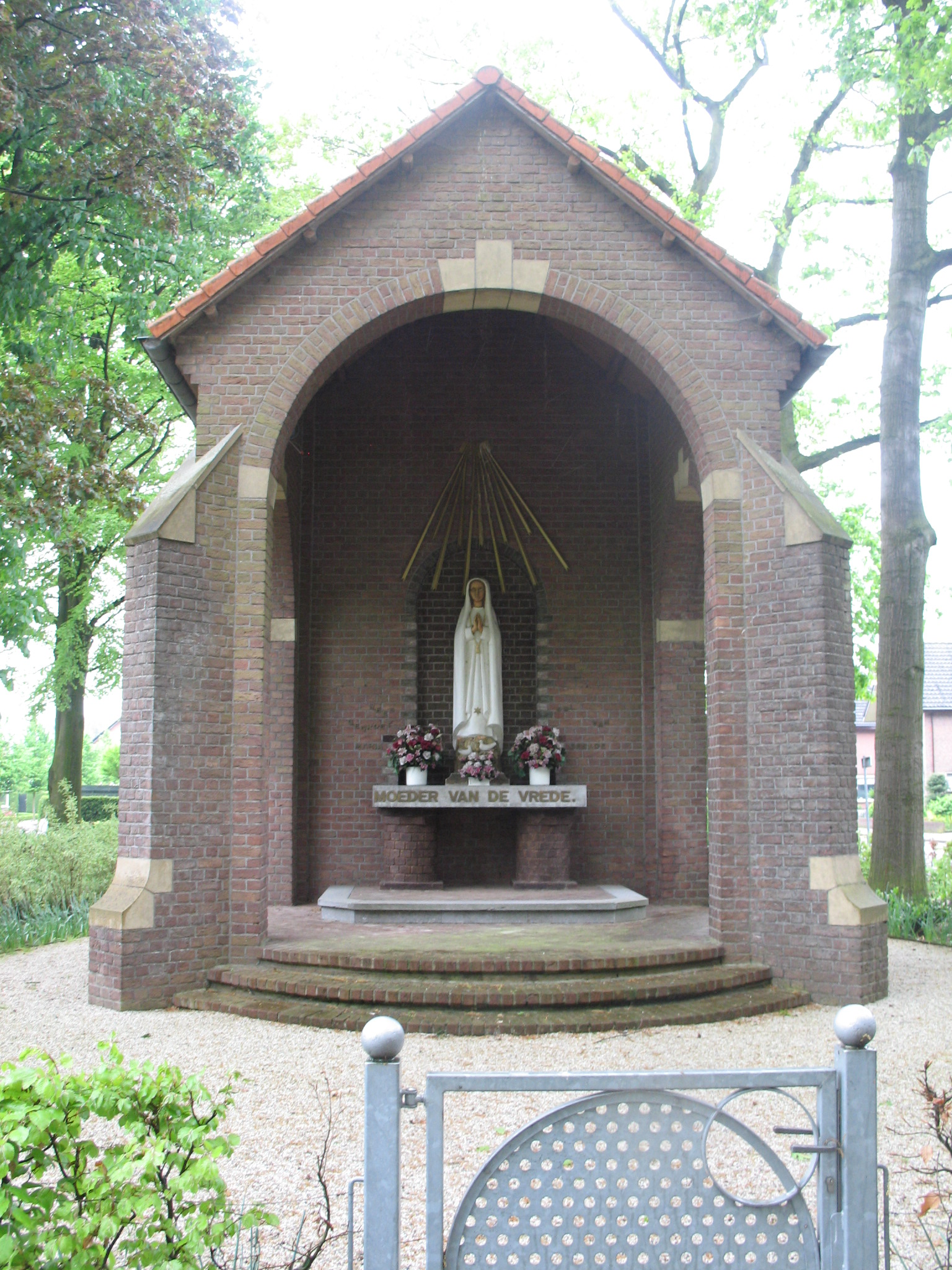
Mariakapel nabij de kerk. Rond dezelfde tijd gebouwd
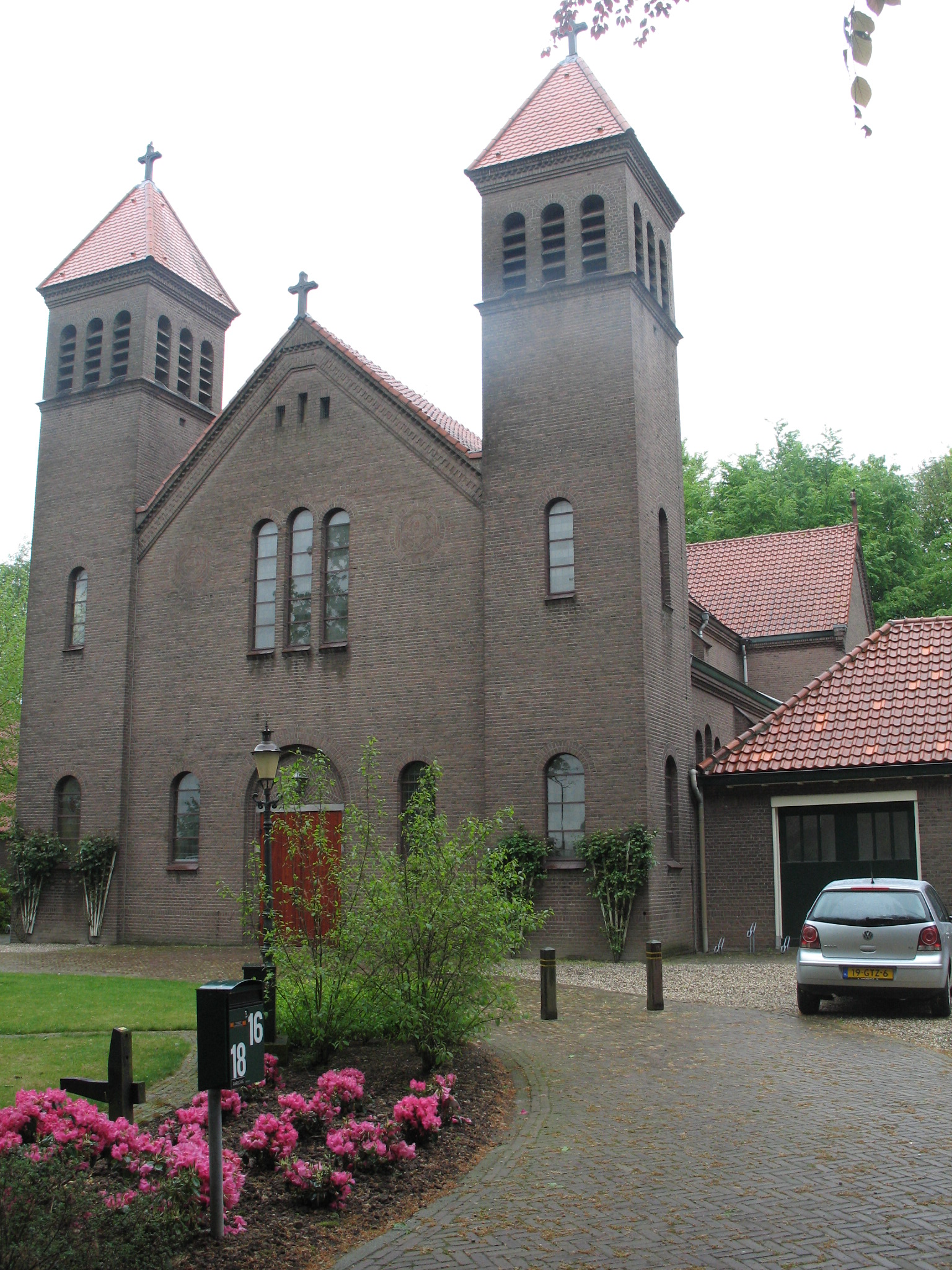
Aanzicht